# Табашино
Табашино — село в Оршанском районе Республики Марий Эл. Входит в состав Марковского сельского поселения.
Численность населения — 434 чел. (2010 год).

## Этимология
Происходит от мужского личного имени марийцев Табаш, возводимое С. Я. Черных к марийскому слову тавыш («барыш») из чувашского тапӑш («барыш»). Вероятно, что первопоселенец села Табаш являлся обрусевшим марийцем.

## География
Село расположено на берегу озера Зрыв (Табашинское). В 4 км от села расположена трасса федерального значения Вятка.

## История
Поселение основано Большеоршинским пчеловодом-марийцем. Упоминается в клировых ведомостях церквей Вятской епархии за 1848 год в приходе Покровской церкви села Упша как починок Заозерское при озере.
В 1906 году в Табашино открыли деревянную церковь, в 1911 году — построено кирпичное здание церкви на средства прихожан. С 1938 по 2001 год богослужение не велось.
До 1 января 2015 года село входило в состав и являлось административным центром упразднённого Табашинского сельского поселения.

## Предприятия
Вблизи села расположен Марийский нефтеперерабатывающий завод.

## Транспорт
В селе есть автостанция. В 6 км от села находится железнодорожная станция, расположенная на линии Зелёный Дол-Яранск ГЖД.

## Население
| 2010 |
| ---- |
| 434  |